# PGC 4126658
LEDA/PGC 4126658 ist eine Galaxie im Sternbild Fische auf der Ekliptik. Sie ist schätzungsweise 696 Millionen Lichtjahre von der Milchstraße entfernt. Vom Sonnensystem aus entfernt sich das Objekt mit einer errechneten Radialgeschwindigkeit von näherungsweise 15.500 Kilometern pro Sekunde.
Im selben Himmelsareal befinden sich unter anderem die Galaxien NGC 490, NGC 492, PGC 4884, PGC 4885.